# John Steventon Ballentine
John Steventon Ballentine, britanski general, * 1897, † 1965.